# ノースウェスト・スタジアム
ノースウェスト・スタジアム（Northwest Stadium、 以前の名前はJack Kent Cooke Stadium, FedexFieldやCommanders Field）は、アメリカ合衆国のメリーランド州ランドーバーにあるスタジアム。NFL・ワシントン・コマンダースの本拠地である。コマンダース・オーナーのダニエル・スナイダーが所有し、コマンダースが管理運営を行っている。
2004年から2010年　収容人数は91,665人。NFL各チームの本拠地スタジアムの中でも最も大きいスタジアムだった。現在の収容人数は62,000人。

## スタジアムの歴史
レッドスキンズ・オーナー（当時）のジャック・ケント・クックは1987年、RFKスタジアムに代わる新スタジアムの建設を計画。9年にわたる交渉の末、建設地がメリーランド州プリンス・ジョージ郡に決定すると、すぐさま建設が開始された。しかし新スタジアム完成が目前に迫っていた1997年4月6日、クックは死去した。
同年9月14日、新スタジアムはクックの名を冠しジャック・ケント・クック・スタジアム（Jack Kent Cooke Stadium）として開場。さらにアメリカ合衆国郵便公社の郵便番号で20785番に割り当てられている地域のうちスタジアム周辺の一帯を、クックの二人の息子の名前「ラルフ（Ralph）」と「ジョン（John）」を組み合わせた「ラルジョン（Raljon）」という地名で登録した。
1999年5月、ダニエル・スナイダーがレッドスキンズとスタジアムを買収。同年11月、スタジアムの命名権をフェデックスが27年2億ドルで取得し、現在の名称になった。スタジアム名はキャメルケースのため、日本語でも「・」（中黒）が入らない。多くのファンは現在でも、以前のスタジアム名のときの愛称“ビッグ・ジャック”と呼んでいる。また1999年から2000年にかけて計5500万ドルを投じて改修が行われ、スイート席を含む座席の増設やエスカレーターの設置がなされた。
フェデックスフィールドに移転してから、レッドスキンズのチケットが売れ切れにならなかったシーズンはない。NFL一の巨大スタジアムでありながら、シーズンチケットの予約は10年先まで待たなければならない。2005年12月18日のダラス・カウボーイズ戦（レッドスキンズ 35 - 7 カウボーイズ）には90,588人のファンが観戦に訪れ、観客動員の球団記録を更新した。
しかし2004年8月28日に開催されたカレッジフットボール・BCAクラシック（USCトロージャンズ＝南カリフォルニア大学 24 - 13 バージニア・テック・ホーキーズ＝バージニア工科大学）の一戦は91,665人を動員し、レッドスキンズのを上回るスタジアム記録となっている。
2011年以降、チーム成績の低迷とともに観客動員数が減少し、これに合わせて段階的に客席を減少させ、2024年現在の収容人員は62,000。

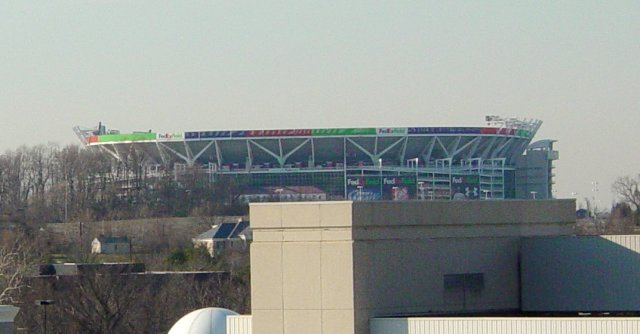
フェデックスフィールド外観

時折サッカーの試合も行われ、1999年にはFIFA女子ワールドカップ会場の一つとなっている。2005年7月28日にはD.C. ユナイテッド（MLS）がチェルシーFC（FAプレミアリーグ）と親善試合を行い1 - 2で敗れたものの、球団史上3位となる31,473人の観客を集めた。